# La Bastide (Pyrénées-Orientales)
La Bastide (catalansk: La Bastida) er en by og kommune i departementet Pyrénées-Orientales i Sydfrankrig.

## Geografi
La Bastide ligger 59 km sydvest for Perpignan. Nærmeste byer er mod øst Prunet-et-Belpuig (13 km) og Saint-Marsal (10 km) og mod vest Valmanya (10 km).

## Demografi

### Udvikling i folketal
| 1962                                                              | 1968 | 1975 | 1982 | 1990 | 1999 | 2007 | 2015 | 2017 |
| ----------------------------------------------------------------- | ---- | ---- | ---- | ---- | ---- | ---- | ---- | ---- |
| 109                                                               | 80   | 70   | 65   | 64   | 61   | 103  | 73   | 72   |
| Tal fra og med 1962 er uden dobbelttælling (sans doubles comptes) |      |      |      |      |      |      |      |      |